# Coelestin V.

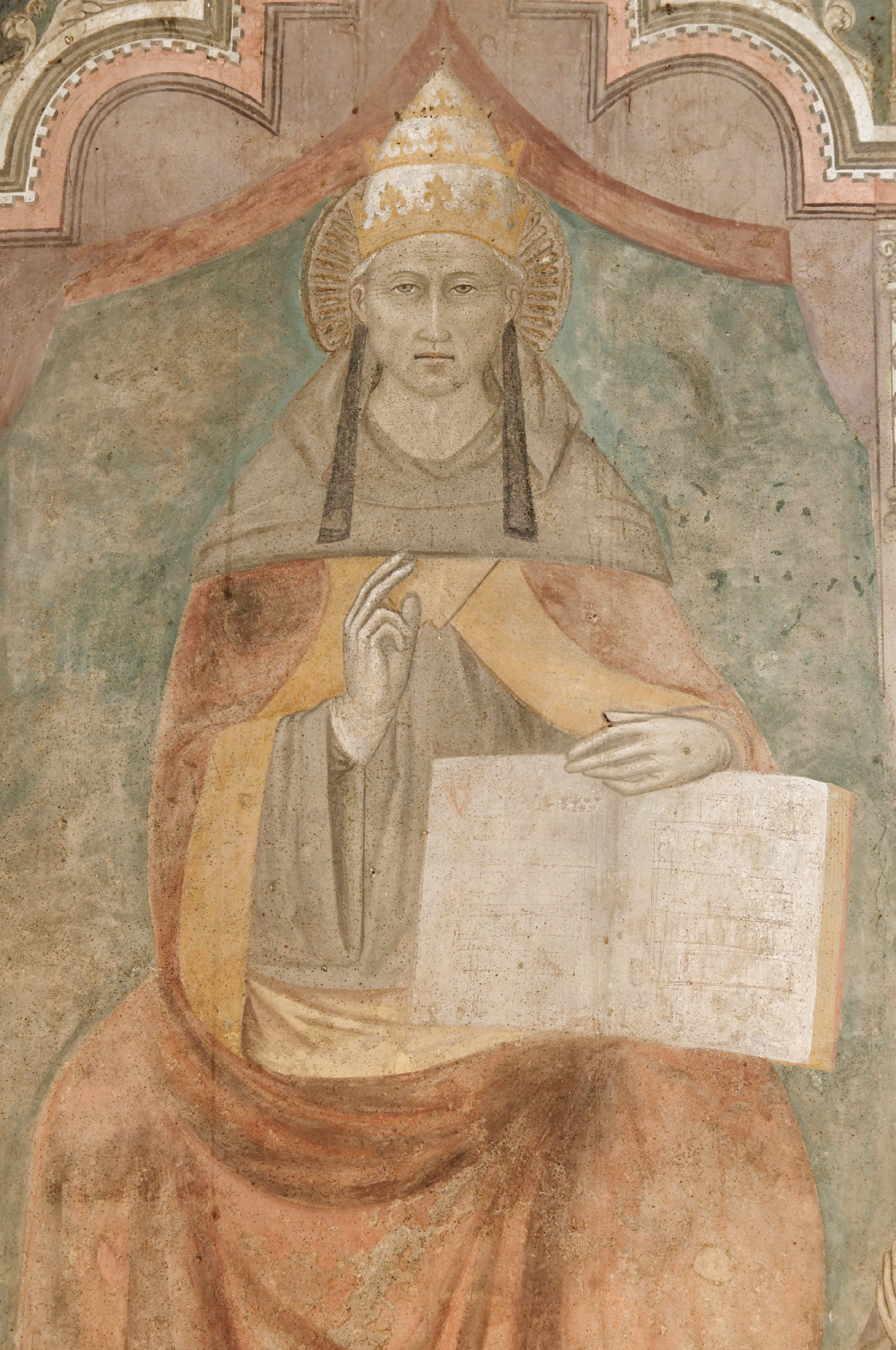
Coelestin V. auf einem Fresko von Niccolò di Tommaso (um 1370)

Coelestin V., bürgerlich Pietro da Morrone OSBCoel (auch Petrus de Murrone oder Pietro Angelari, * um 1209/1210 oder um 1215 in Sant’Angelo Limosano oder Isernia; † 19. Mai 1296 in Fumone) war Eremit und Gründer des Cölestinerordens, bevor er im Juli 1294 zum Papst gewählt wurde. Im Dezember desselben Jahres trat er aus eigenem Ermessen vom Amt zurück und gehörte damit zu den wenigen Päpsten, die auf ihr Amt verzichtet haben (nach ihm taten es bisher nur die Päpste Gregor XII. 1415 und Benedikt XVI. 2013). Er starb 1296 in der Ehrenhaft, die sein Nachfolger verfügt hatte.
Coelestin ist einer der Schutzpatrone der Stadt L’Aquila und der Buchbinder. Im Heiligenkalender ist ihm der 19. Mai gewidmet.

## Leben
Pietro wurde zwischen 1209 und 1215 in Isernia als zweitjüngstes von zwölf Kindern einer Bauernfamilie in den Abruzzen geboren. Von seinen Eltern sind die Namen Angelerius und Maria überliefert, den Vater verlor er im Alter von sechs Jahren. Als Zwölfjähriger trat er ins Benediktinerkloster in Santa Maria de Faifula ein, später lebte er als Einsiedler im Majella-Gebirge. Nach seiner Priesterweihe bezog er eine Einsiedelei auf dem Monte Morrone bei Sulmona und nannte sich „Pietro da Morrone“.
Im Laufe der Zeit siedelten sich Anhänger Pietros ebenfalls als Eremiten in der Umgebung an. Für sie gründete er eine Kongregation, die er auf eine verschärfte Benediktinerregel verpflichtete. Dieser Orden trug den Namen „Einsiedler des hl. Damian“ oder „Einsiedler vom Murrone“, später wurde er in Cölestiner umbenannt.
Im Jahr 1274 zog Pietro zum Konzil von Lyon und erreichte dort die Anerkennung seines Ordens. Auf dem Rückweg übernachtete er auf dem Hügel Collemaggio vor L’Aquila und empfing dort im Traum die Weisung zum Bau der Kirche Santa Maria di Collemaggio, die anschließend auch erbaut und 1289 eingeweiht wurde. Als Papst privilegierte er diese Kirche später in der Bulle Inter sanctorum solemnia mit einem vollkommenen Ablass. Zuvor wurde er 1276 Abt von Santa Maria di Faifoli und 1278 auch Abt von San Giovanni in Piano bei Lucera. Ab 1287 wurde der Orden nach dem Vorbild der Zisterzienser organisiert. 1293 gab er die Leitung ab und zog sich in seine Einsiedelei auf dem Berg Murrone zurück. Zu dieser Zeit wurde Pietro bereits als lebender Heiliger verehrt.

## Papstwahl und Pontifikat

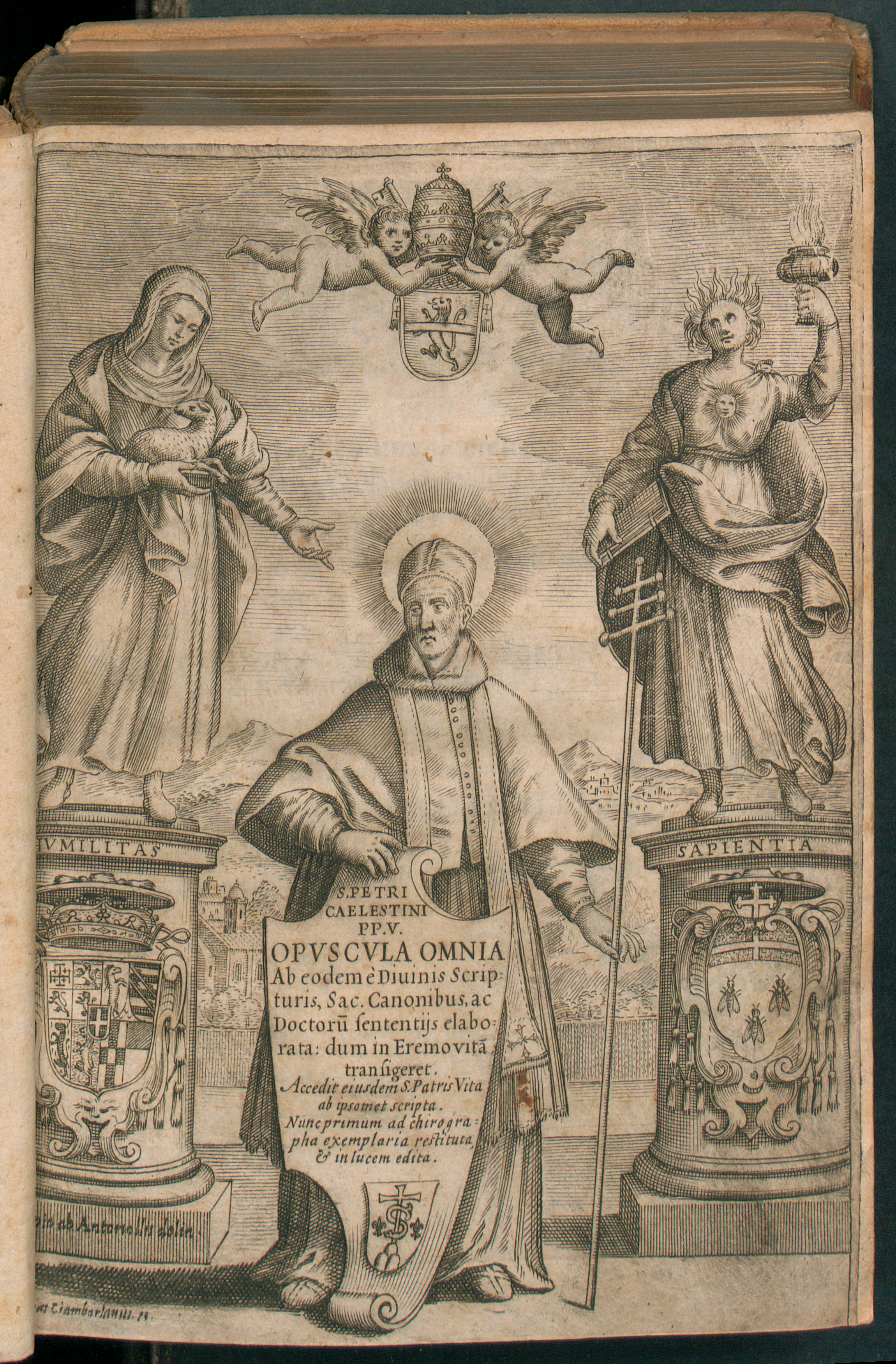
Opuscula omnia, 1640

Nach dem Tod von Papst Nikolaus IV. 1292 war der Stuhl des Bischofs von Rom unbesetzt, Gründe waren eine Epidemie in Rom sowie unüberbrückbare Gegensätze im Wahlgremium. Diese letzte Papstwahl, die nicht in Form eines Konklaves stattfand, sollte zwei Jahre dauern. In dem nach Perugia verlegten, anfangs zwölf-, am Ende nur neunköpfigen Wahlgremium standen sich die Parteien der Ghibellinen und Guelfen in Gestalt der verfeindeten römischen Adelsfamilien der Colonna und Orsini gegenüber. Dabei unterstützten die Colonna den Kaiser, während die Orsini auf Seiten des Papsttums standen.
Als von den Streitigkeiten unberührter Kompromisskandidat wurde Pietro da Morrone von König Karl II. von Anjou von Neapel ins Gespräch gebracht, unterstützt von Kardinal Latino Malabranca. Der fast 85-jährige Eremit stand im Ruf der Heiligkeit; bekannt dürfte er durch einen Brief an die versammelten Kardinäle geworden sein, den er als Haupt seiner Benediktinerkongregation geschrieben hatte und in welchem er sie aufforderte, endlich zur Wahl zu schreiten. Am 5. Juli 1294 wurde Pietro da Murrone in einer Inspirationswahl zum Papst gewählt.
Als ihm die Botschaft von seiner Wahl zum Papst überbracht wurde, verweigerte sich Pietro zunächst und floh, ließ sich aber schließlich unter schweren Bedenken umstimmen und akzeptierte die Wahl. Dem Vorbild Christi am Palmsonntag folgend, ritt er am 28. Juli 1294 auf einem Esel in die Stadt L’Aquila, wo er den Namen Coelestin V. annahm und in der von ihm gegründeten Kirche Santa Maria di Collemaggio, die inzwischen Hauptkirche seines Ordens war, am 29. August gekrönt wurde. Rom hat er nie betreten.
Sein Einzug auf dem Esel erinnerte viele an die Verheißungen des Joachim von Fiore, dass ein Zeitalter des Heiligen Geistes anbreche. Coelestin war in seinem Amt hoffnungslos überfordert und geriet schon bald in politische Abhängigkeit von Karl II., der ihn nach Neapel holte. Im Castel Nuovo wurde ihm eine hölzerne Mönchszelle errichtet, die er bewohnte, da er die luxuriöse Lebensweise seiner Amtsvorgänger ablehnte und eine Rückbesinnung der Kirche auf Jesu Lehre von einem Leben in Bescheidenheit und materieller Armut erhoffte.
Für die Leitung der Kirche genügte Coelestins Erfahrung als Prior des Coelestinerordens jedoch nicht. Dem alten, unvorbereiteten und wenig gebildeten Einsiedler, der Latein nur aus Bibel und Liturgie kannte, glitt die Herrschaft bald aus den Händen. Sie wurde zunehmend von seinem Berater Kardinal Benedetto Caetani, dem späteren Papst Bonifatius VIII., ausgeübt. Unter Gewissensqualen ließ Coelestin von Kardinälen und Kanonisten prüfen, ob ein Rücktritt vom Papstamt zulässig wäre. Caetani brachte nun wider besseres Wissen legendäre Fälle von Abdankungen vor. Das überzeugte den Papst.

## Abdankung
Am 13. Dezember 1294 dankte er trotz erheblicher Widerstände seiner Umgebung ab. Als Rücktrittsgründe nannte er Krankheit, Unwissenheit (keinerlei Erfahrung in der Verwaltung der Kurie) und den Wunsch, wieder als Einsiedler zu leben. Kirchenhistoriker nehmen an, dass ihm auch der Einfluss Karls II. von Neapel zu groß wurde, nachdem er seinen Amtssitz nach Neapel verlegt hatte. Es war der die Kurie beherrschende Kardinal Caetani, der auch die Abdikationsurkunde verfasste.
Zuvor hatte Coelestin noch eine Konstitution über die Abdankung eines Papstes erlassen. Dazu sah er sich durch den Widerstand des Volkes veranlasst, das mit einer Demonstration vor dem Amtssitz des Papstes dessen Demission verhindern wollte. Sie verzögerte sich aber nur um sieben Tage. Nach Erlass der Konstitution legte Coelestin die päpstlichen Insignien nieder und tauschte die päpstlichen Gewänder wieder gegen die Mönchskutte.
Einer Überlieferung zufolge sei Caetani an einer Intrige beteiligt gewesen. Er soll in drei aufeinanderfolgenden Nächten durch ein Loch in der Wand des päpstlichen Schlafzimmers dem Schlafenden zugerufen haben: „Coelestin, Coelestin, danke ab! Das Amt ist zu schwer für deine Schultern!“ Coelestin, der diese Worte – vergleichbar dem Traum des Nährvaters Josef – als Einflüsterung des Heiligen Geistes deutete, habe sich daraufhin zum Rücktritt entschlossen.
Benedetto Caetani, der als Bonifatius VIII. (und Favorit Karls II.) Coelestins Nachfolger wurde, wollte ihn nach seiner Abdankung in Verwahrung nehmen, um eine Kirchenspaltung (Schisma) zu verhindern. Coelestin konnte jedoch bei seiner Überführung nach Neapel entkommen und floh über Sant’Onofrio nach Rodi Garganico, von wo er mit einem Schiff Griechenland erreichen wollte. Ein bei Vieste erlittener Schiffbruch führte aber zu seiner Festnahme. Bonifaz ließ ihn erst in Anagni, dann ab August 1295 im wenig östlich gelegenen Castello di Fumone, nordwestlich der modernen Provinzhauptstadt Frosinone in der Region Lazio, in Ehrenhaft halten, wo er am 19. Mai 1296 eines natürlichen Todes starb. Seinen Ordensbrüdern gelang es 1326, seine Gebeine nach L’Aquila zu holen und in Santa Maria di Collemaggio beizusetzen, wo um 1500 ein prunkvolles Grabmal geschaffen wurde. In der Krypta der Kathedrale von Sulmona ist seit einem Besuch Papst Benedikts XVI. 2010 ein Museum mit einigen Reliquien des Heiligen eingerichtet.

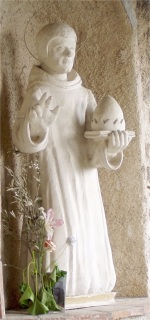
Moderne Statue Papst Coelestins V.

## Rezeption
Bereits am 5. Mai 1313, zehn Jahre nach dem Tod seines Nachfolgers Bonifatius VIII., wurde Coelestin V. unter dem Namen Pietro da Murrone von Papst Clemens V. heiliggesprochen (unter den Zeichen des Avignonesischen Papsttums wohl auch aus politischen Gründen) und damit auch die Legitimität seines Rücktritts bestätigt. Er wird als Schutzpatron der Buchbinder und der Stadt L’Aquila verehrt.
Nach eschatologischen Spekulationen, basierend auf den Verheißungen des Joachim von Fiore († 1202), wurde Coelestin V. bereits kurz nach seinem Tode, möglicherweise auch schon zu Lebzeiten, mit dem endzeitlichen „Engelpapst“ identifiziert, der das Zeitalter des Heiligen Geistes einleiten sollte.
Sein freiwilliger Verzicht auf das Papstamt wurde unterschiedlich bewertet:
- Francesco Petrarca bezeichnete Coelestins Verzicht auf die päpstliche Würde als Beispiel der Demut und stellt ihn im Ansehen höher als die Apostel und andere Heilige.
- Der deutsche Dichter Reinhold Schneider nahm den Rücktritt Coelestins und das gegensätzliche Amts- und Kirchenverständnis Coelestins und Bonifatius’ VIII. als Thema seines Dramas Der große Verzicht.
- Ignazio Silone ging in seinem Roman Das Abenteuer eines armen Christen (1968, deutsch 1969) „den Spuren einer Utopie“ nach und dem geistlichen Abenteuer eines armen Christen, dessen Frömmigkeit die Versuchungen der Macht nichts anhaben können, der jedoch den Rankünen kirchlicher und weltlicher Politik nicht gewachsen sei.
- Erst über 700 Jahre später trat mit Benedikt XVI. am 28. Februar 2013 erneut ein Papst aus freiem Entschluss von seinem Amt zurück. Papst Benedikt legte, als er am 28. April 2009 am Grab Coelestins betete, sein Pallium ab, das er als Bischof von Rom bei seiner Amtseinführung 2005 empfangen hatte. Dies war „ein symbolträchtiger Vorgang, den aufmerksame Beobachter schon damals als Hinweis auf einen möglichen Amtsverzicht gedeutet haben“.[2]